# Mali Elobey
Mali Elobey (španjolski:Elobey Chico)  je mali otok u sastavu Ekvatorske Gvineje, koji se nalazi sjeveroistočno od otoka Veliki Elobey Grande u ušću rijeke Muni. Otok ima površinu od samo 19 hektara (0,19 km2) i nenaseljen je.
Ovaj otok pripada općini Corisco u primorskoj pokrajini. 